# Metralladora PK
La metralladora PK, del rus Pulemiot Kalàixnikov (ПК), és una metralladora de propòsit general d'origen soviètic de calibre 7,62×54mmR dissenyada per Mikhaïl Kalàixnikov.
La metralladora PK va entrar en servei l'any 1961 a l'exèrcit soviètic, després d'un ràpid desenvolupament basat en l'AK-47, amb l'objectiu de substituir les metralladores RP-46 i SG-43. El mecanisme és el mateix forrellat rotatiu accionat per gas emprat a l'AK-47 però girat de cap per avall, amb el tub de gasos situat a la part inferior, permetent que l'arma s'alimenti per sobre amb cintes de 100, 200 o 250 cartutxos. Amb una cadència de foc de 700 trets per minut, i amb capacitat de canvi ràpid de canó, es pot emprar en molts rols diferents. També és un model barat de fabricar, gràcies a l'ampli ús de parts d'acer estampat i de fusta. L'any 1969 la PK seria modernitzada, amb una significativa reducció de pes, i el nou model s'anomenaria PKM. També se'n farien variants per a vehicles blindats de combat anomenades PKT i PKB.
A principis del segle xxi s'estimava que s'havien produït més d'un milió de metralladores PK. A causa de la seva fiabilitat i lleugeresa, en comparació amb els dissenys del bloc occidental, és una arma que continua fabricant-se avui en dia i que s'empra a nombrosos estats arreu del món.

## Desenvolupament
Un dels objectius clau de l'exèrcit soviètic després de la Segona Guerra Mundial fou el desenvolupament d'una metralladora de propòsit general robusta. Les dues principals metralladores de l'època eren la metralladora DP, que emprava un carregador de tambor problemàtic, i la metralladora RPD, que estava limitada pel canó fix i pel cartutx de poca potència M1943 de 7,62×39mm.
El concurs per una nova metralladora de propòsit general per les forces armades soviètiques va començar l'any 1953. El criteri principal per la nova arma fou que havia de ser capaç de substituir tàcticament les metralladores RP-46 i SG-43, emprant el cartutx 7,62×54mmR. Durant els primers anys l'únic equip que va participar en el concurs va ser el buró de disseny de Nikitin-Sokolov (NS). Per afegir un competidor, a petició del Ministeri de Defensa Soviètic, l'any 1958 l'equip de Mikhaïl Kalàixnikov també s'uní al concurs.

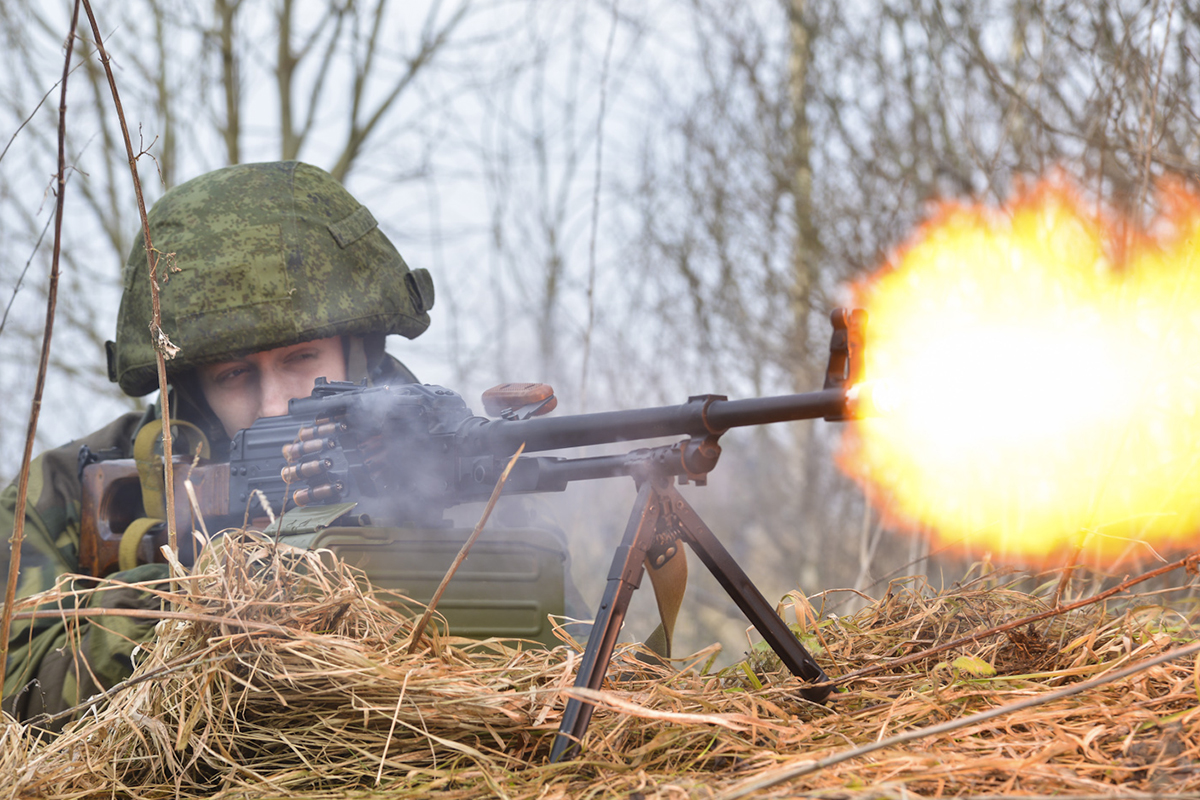
Soldat de la Federació Russa disparant una metralladora PK durant uns exercicis l'any 2017 a Belarús.

El disseny de Nikitin-Sokolov era prometedor i estava en una fase de desenvolupament avançada. Per altra banda, Kalàixnikov va desenvolupar ràpidament un robust model competidor basat en el mecanisme del fusell d'assalt AK-47. L'any 1960 es van dur a terme un seguit de proves intensives per seleccionar el model guanyador. El concurs s'acabaria decantant pel disseny de Kalàixnikov, tant per raons polítiques com pel fet que era més fiable i barat de fabricar que el model de Nikitin-Sokolov. La nova metralladora va rebre la denominació de PK i va entrar en servei a l'exèrcit soviètic l'any 1961.
Després d'uns anys d'ús se'n modificaria el disseny: canó millorat, una boca apagaflames més curta, l'alimentador es fabricava per estampació... En conjunt es va alleugerir l'arma, va rebre la denominació PKM i va entrar en servei l'any 1969.
La metralladora PK és una de les metralladores modernes més fabricada i ha estat usada no només per la Unió Soviètica i els països del Pacte de Varsòvia sinó que també ha estat àmpliament exportada. La Xina en va fabricar una còpia local sota la denominació de tipus 80.

## Disseny
Les metralladores PK operen amb el mateix principi de forrellat rotatiu accionat per gas de l'AK-47. L'arma també disposa de llengüetes de doble bloqueig, modificades per a un ús més continuat. Per contra, el pistó de gasos del mecanisme de recàrrega està ubicat a sota del canó, girat de cap per avall respecte l'AK-47. Això permet alimentar l'arma de cintes metàl·liques no desintegrables de 100, 200 i 250 cartutxos que entren per la part superior dreta de la metralladora. La cinta de 100 cartutxos sovint s'alimenta des d'una caixa, penjada a sota de l'arma per facilitar-ne el transport.

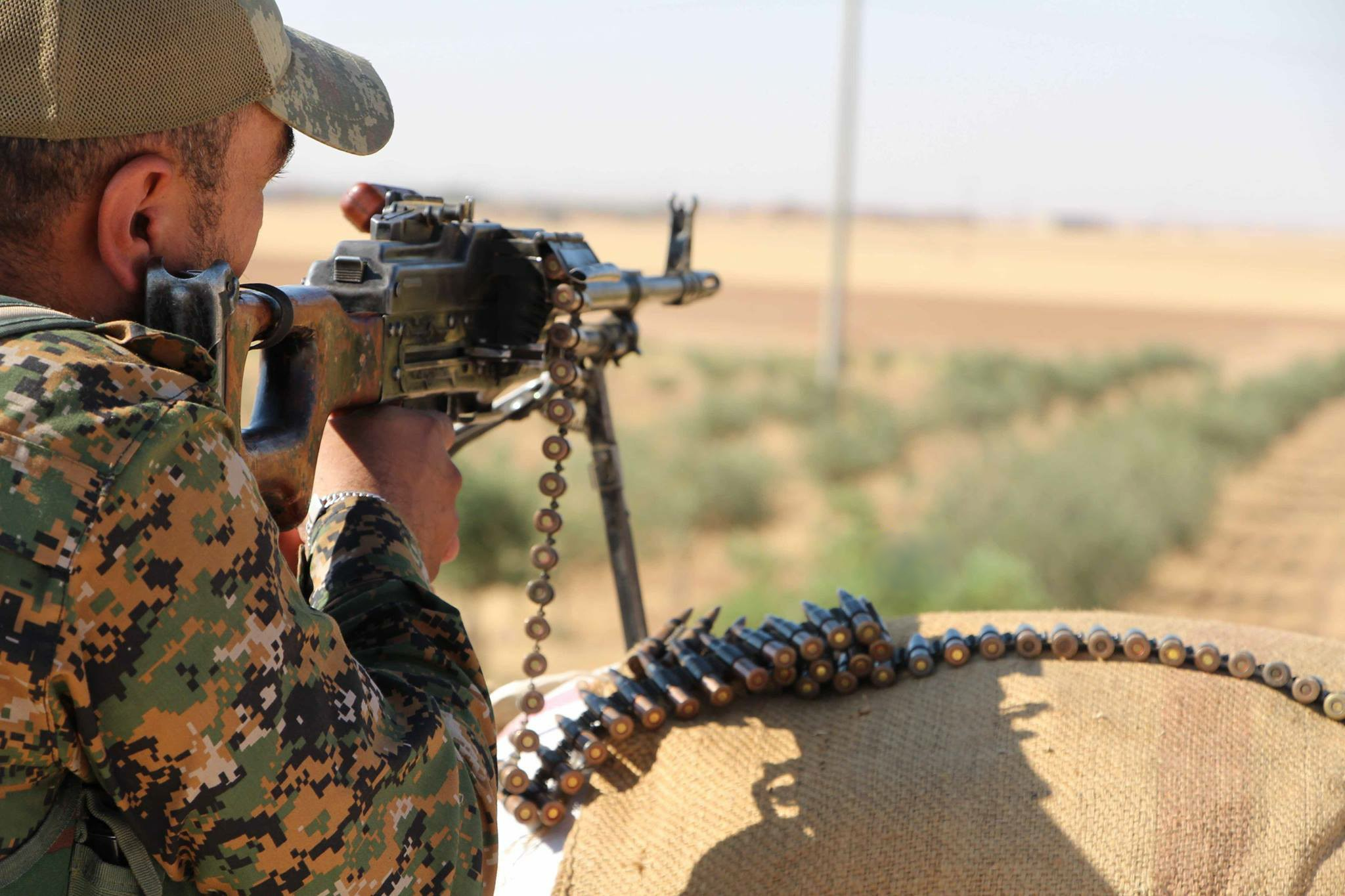
Soldat kurd de les Unitats de Protecció Popular defensant una posició amb una metralladora PK.

Com que s'empra un cartutx vorejat, el 7,62×54mmR, la metralladora PK té un procés d'alimentació que consta de dos passos. Primer es mou el cartutx enrere, fora de la cinta metàl·lica, i després s'empeny el cartutx endavant cap a la recambra. Un cop disparada la bala, les beines gastades s'ejecten per l'esquerra de l'arma. El funcionament és amb recambra oberta, és a dir, deixant oberta la recambra entre els trets i després de disparar. Aquesta configuració és habitual en armes automàtiques i ajuda a refrigerar l'arma, evitant que la munició es dispari sola per culpa de la calor. El principal desavantatge és que mentre no s'usa poden entrar partícules al port d'ejecció fent que s'encasqueti. Per prevenir això, hi ha unes cobertures amb frontisses que tapen automàticament l'entrada de cartutxos i la sortida de les beines. La cadència de tir és d'aproximadament 700 bales per minut a una velocitat de sortida del canó de 825 m/s.
Internament la metralladora PK disposa de molt pocs components mòbils: el forrellat, el pistó de recàrrega, unes quantes molles i les parts de l'alimentació. A causa d'això, la PK té poques peces que es puguin encasquetar o trencar i per això és una arma molt fiable i que necessita poc manteniment.
En total, la PK fa 1160 mm de llarg i pesa 9 kg. Externament, està equipada amb una culata de fusta. A dins de la culata hi ha un equip de manteniment i neteja bàsic, que es pot extreure des del darrere de la culata gràcies a una part metàl·lica amb frontisses. El mànec de transport de l'arma, també de fusta, està situat a sobre del canó, que fa 658 mm de llarg. Aquest mànec també es pot fer servir per facilitar el canvi ràpid de canó, que es pot dur a terme en qüestió de segons. Per canviar el canó s'ha de tenir l'arma descarregada i amb la recambra oberta; aleshores es fa servir el mànec per empènyer el canó fora de l'arma. A continuació s'introdueix un nou canó, i s'ha d'orientar correctament respecte el pistó de recàrrega i també s'ha de bloquejar el pastell que el fixa a lloc. Finalment, es pot carregar una nova cinta de munició i l'arma torna a estar a punt per disparar.

## Variants

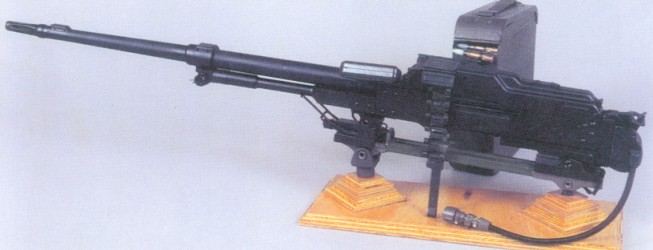
Variant de la metralladora PK per tancs, la PKT.

La PK és una metralladora de propòsit general i, amb petits canvis al disseny bàsic, es pot usar per a diferents funcions. Les principals variants són:
- PK/PKM: metralladora lleugera, disposa d'un bípede integrat. La PKM disposa d'un seguit de millores que la fan més lleugera. Generalment la munició ve subministrada per una caixa agafada sota el canó.
- PKS/PKMS: metralladora mitjana, va equipada amb un trípode universal. La PKMS disposa d'un trípode més senzill i lleuger.
- PKT: metralladora coaxial de tancs.
- PKB: variant per a transports blindats de personal.

L'últim desenvolupament de la PKM és la metralladora PKP Pecheneg, amb la qual comparteix un 80% de peces comunes, però que té un canó fix i que permet disparar ràfegues més llargues, 40-50 cartutxos per ràfega o 1.000 cartutxos per hora.